# Фреди Бобић
Фреди Бобић или Фреди Бобич (Марибор, 30. октобар 1971) је бивши немачки фудбалер и тренер, словеначког порекла. Играо је на позицији нападача за бундеслигашке клубове и репрезентацију Немачке.